# العلاقات المغربية الكورية الجنوبية
العلاقات المغربية الكورية الجنوبية هي العلاقات الثنائية التي تجمع بين المغرب وكوريا الجنوبية.
بتاريخ 16 يناير 2024، استقبل رئيس مجلس المستشارين النعم ميارة، رئيس الجمعية الوطنية لجمهورية كوريا الجنوبية كيم جيم بيو، بمدينة الرباط؛ من أجل تباحث سبل التعاون في مجالات التكنولوجيا والطاقات المتجددة وتطوير سبل التبادل التجاري، باعتبار أن النموذج التنموي المغربي الذي يقوده الملك محمد السادس بن الحسن، يوفر إمكانات مهمة بالنسبة للمستثمر الأجنبي للولوج نحو الأسواق الإفريقية.

## التأشيرة
يُمكن لمواطني المغرب الدخول لكوريا الجنوبية بدون تأشيرة لمدة 90 يوماً، كما يمكن لمواطني كوريا الجنوبية الدخول للمغرب بدون تأشيرة لمدة 90 يوماً.

## مقارنة بين البلدين
هذه مقارنة عامة ومرجعية للدولتين:
| وجه المقارنة                                              | المغرب                                 | كوريا الجنوبية                                                          |
| --------------------------------------------------------- | -------------------------------------- | ----------------------------------------------------------------------- |
| المساحة (كم2)                                             | 710.85 ألف                             | 100.30 ألف                                                              |
| عدد السكان (نسمة)                                         | 36.07 مليون                            | 51.47 مليون                                                             |
| الكثافة السكانية (ن./كم²)                                 | 50.74                                  | 513.16                                                                  |
| العاصمة                                                   | الرباط                                 | سول                                                                     |
| اللغة الرسمية                                             | اللغة العربية، أمازيغية معيارية مغربية | اللغة الكورية                                                           |
| العملة                                                    | درهم مغربي                             | وون كوري جنوبي                                                          |
| الناتج المحلي الإجمالي (بليون دولار)                      | 109.14 مليار                           | 1.53 تريليون                                                            |
| الناتج المحلي الإجمالي (تعادل القوة الشرائية) بليون دولار | 274.06 مليار                           | 1.75 تريليون                                                            |
| الناتج المحلي الإجمالي الاسمي للفرد دولار أمريكي          | 2.88 ألف                               | 27.22 ألف                                                               |
| الناتج المحلي الإجمالي للفرد دولار أمريكي                 | 7.49 ألف                               |                                                                         |
| مؤشر التنمية البشرية                                      | 0.628                                  | 0.901                                                                   |
| رمز المكالمات الدولي                                      | +212                                   | +82                                                                     |
| رمز الإنترنت                                              | .ma                                    | .kr                                                                     |
| المنطقة الزمنية                                           | ت ع م+01:00                            | توقيت كوريا الجنوبية، ت ع م+09:00، آسيا/سيول ‏، ت ع م+08:00، ت ع م+08:30 |

## مدن متوأمة
في ما يلي قائمة باتفاقيات التوأمة بين مدن مغربية وكورية جنوبية:
- ترتبط فاس مع سوون باتفاقية توأمة منذ 1981.[16][16][16][16]
- ترتبط الدار البيضاء مع بوسان باتفاقية توأمة منذ 1986.

## منظمات دولية مشتركة
يشترك البلدان في عضوية مجموعة من المنظمات الدولية، منها:
| علم المنظمة | اسم المنظمة                               | تاريخ انضمام المغرب | تاريخ انضمام كوريا الجنوبية |
| ----------- | ----------------------------------------- | ------------------- | --------------------------- |
|             | مؤسسة التمويل الدولية                     | 30 أغسطس 1962       | 16 مارس 1964                |
|             | منظمة حظر الأسلحة الكيميائية              | ?                   | ?                           |
|             | يونسكو                                    | 7 نوفمبر 1956       | 14 يونيو 1950               |
|             | البنك الإفريقي للتنمية                    | ?                   | ?                           |
|             | الأمم المتحدة                             | 12 نوفمبر 1956      | 17 سبتمبر 1991              |
|             | المنظمة الهيدروغرافية الدولية             | ?                   | ?                           |
|             | منظمة الشرطة الجنائية الدولية             | ?                   | ?                           |
|             | البنك الدولي للإنشاء والتعمير             | 25 أبريل 1958       | 26 أغسطس 1955               |
|             | الاتحاد البريدي العالمي                   | ?                   | ?                           |
|             | مؤسسة التنمية الدولية                     | 29 ديسمبر 1960      | 18 مايو 1961                |
|             | منظمة التجارة العالمية                    | 1995                | ?                           |
|             | الفريق المعني برصد الأرض                  | ?                   | ?                           |
|             | المركز الدولي لتسوية المنازعات الاستشارية | 10 يونيو 1967       | 23 مارس 1967                |
|             | وكالة ضمان الاستثمار متعدد الأطراف        | 17 سبتمبر 1992      | 12 أبريل 1988               |

## الوصلات الخارجية
- موقع وزارة الخارجية المغربية
- موقع وزارة الخارجية الكورية الجنوبية